# Grand Prix (film, 2022)
Grand Prix je film režiséra a scenáristy Jana Prušinovského. Film, spadající do žánru road movie, vypráví o dvou bratrancích, kteří se chtějí dostat na závody Formule 1 a když jeden z nich vyhraje vstupenky na Velkou cenu Španělska, vydají se na cestu přes celou Evropu, jejich cesta se ale neobejde bez komplikací.
Hlavní role ztvárnili Kryštof Hádek, Robin Ferro a Štěpán Kozub, v dalších rolích se objevili Anna Kameníková, Marek Daniel, Eva Hacurová, Miroslav Donutil a Tatiana Dyková. 
Vznik filmu finančně podpořily Státní fond kinematografie a slovenský Audiovizuální fond. Film měl v českých kinech premiéru 17. listopadu 2022.

## Obsazení
| Kryštof Hádek    | automechanik Roman Kudrna              |
| Robin Ferro      | Emil Štědrý, bratranec Romana          |
| Štěpán Kozub     | Štefan „Štětka“ Spilka, kamarád Romana |
| Anna Kameníková  | Iveta Kudrnová, manželka Romana        |
| Marek Daniel     | policista Holeček                      |
| Miroslav Donutil | Jiří Nováček                           |
| Eva Hacurová     | policistka Milena Bílková              |
| Tatiana Dyková   | prostitutka Jindra Zlámalová           |
| Cyril Drozda     | mafián Šrejbr                          |
| Michal Režný     | Klimek, gorila Šrejbra                 |
| Nikola Janković  | Bogumil, gorila Šrejbra                |

## Recenze
Čeští filmoví kritici film hodnotili průměrně až nadprůměrně:
- František Fuka, FFFILM, 17. listopadu 2022, [4]
- Mirka Spáčilová, iDNES.cz, 18. listopadu 2022, [5]
- Věra Míšková, Právo, 18. listopadu 2022, [6]
- Karolina Benešová, Červený koberec, 19. listopadu 2022, [7]